# Cortese (cépage)
Pour les articles homonymes, voir Cortese.
Le cortese est un cépage italien de raisins blancs.

## Origine et répartition géographique
Il provient du nord de l’Italie.
Il est classé cépage d'appoint en DOC Bianco di Custoza, Colli Tortonesi, Cortese dell'Alto Monferrato,  Cortese di Gavi, Garda, Monferrato, Oltrepò Pavese et Piemonte. Il est classé recommandé dans les provinces d'Asti, Cuneo et d'Alexandrie en Piémont et la Pavie. Il est autorisé en province de Vérone et pour la Sardaigne. En 1998, il couvrait 2.951 ha.

## Caractères ampélographiques
- Extrémité du jeune rameau duveteux vert blanchâtre à liseré carminé.
- Jeunes feuilles aranéeuses,  vert jaunâtre.
- Feuilles adultes, 5 à 7 lobes avec des sinus supérieurs profonds,  un sinus pétiolaire en lyre à bords superposés, des dents ogivales, moyennes,  un limbe duveteux.

## Aptitudes culturales
La maturité est de deuxième époque moyenne : 20 jours après le chasselas.

## Potentiel technologique
Les grappes sont moyennes à grandes et les baies sont de taille moyenne. La grappe est conique, lâche et ailée. Le cépage est de très bonne vigueur et de bonne production assez régulier. 
Il est utilisé à la vinification. Les vins blancs sont d'une couleur jaune paille un peu verdâtre, moyennement alcoolique. Il est souvent vinifié quasi seul ou en assemblage avec le trebbiano, le garganega et le tocai friulano.

## Synonymes
Le cortese est connu sous les noms de bianca Fernanda, corteis, cortese bianca, cortese bianco, cortese d'Asti, cortese dell'Astigiano, courteis, courteisa